# Brazacorta
Brazacorta est une commune d'Espagne dans la communauté autonome de Castille-et-León, province de Burgos. Elle s'étend sur 21,08 km2 et comptait environ 65 habitants en 2011.

## Les monuments
- Hermitage du Christ Humilia
- Eglise de l'Assomption (S.XIII)
- Vieux lavoirs

## Fêtes
- 24 juin (Saint Jean)
- 15 août (Notre Dame de l'Assomption) C'est la fête la plus populaire.
- 20 janvier (Saint Sebastian)